# Філіп Форсберг
Карл Філіп Антон Форсберг (вимовляється [ˈfiːlɪp ²fɔʂbærj], швед. Filip Forsberg; нар. 13 серпня 1994, Естервола) — шведський хокеїст, крайній нападник клубу НХЛ «Нашвілл Предаторс». Гравець збірної команди Швеції.

## Ігрова кар'єра
Хокейну кар'єру розпочав на батьківщині 2009 року виступами за команду «Лександ», де він відіграв чотири сезони.
2012 року був обраний на драфті НХЛ під 11-м загальним номером командою «Вашингтон Кепіталс». 13 липня 2012 сторони уклали трирічний контракт. 3 квітня 2013 року Форсберга обміняли на двох гравців «Нашвілл Предаторс». Дебютував в НХЛ у сезоні 2012/13 14 квітня 2013 в матчі проти «Детройт Ред Вінгз».
8 жовтня 2013 Філіп закинув першу в складі «хижаків» у ворота Нікласа Бекстрема «Міннесота Вайлд». Другу частину сезону провів у складі «Мілвокі Едміралс».
22 січня 2015 Форсберга обрали на матч всіх зірок НХЛ замінивши травмованого Євгена Малкіна з «Піттсбург Пінгвінс». У 2015 Філіп відзначився і першим хет-триком.
У сезоні 2015/16 швед впродовж чотирьох днів робить два хет-трики. У березні 2016 Філіп названий серед кандидатів для участі на Кубку світу 2016.
27 червня 2016 підпсує шестирічний контракт на $36 мільйонів доларів.
Наприкінці лютого 2017 року Форсберг робить два хет-трики в матчах проти «Калгарі Флеймс» і «Колорадо Аваланч».
Перед сезоном 2017/18 Філіп разом з Маттіасом Екгольмом та Раяном Йогансеном стали альтернативними капітанами «хижаків».

## На рівні збірних
У складі юніорської збірної Швеція став двічі срібним призером чемпіонатів світу в 2011 та 2012 роках.
У складі молодіжної збірної Швеція став чемпіоном у 2012 та двічі срібним призером першості світу в 2013 та 2014.
З 2015 року захищає кольори національної збірної Швеції в складі якої став чемпіоном світу 2018.

## Нагороди та досягнення
- Найцінніший гравець молодіжного чемпіонату світу — 2014.
- Учасник матчу усіх зірок НХЛ — 2015, 2024.
- Друга команда всіх зірок НХЛ — 2024.

## Статистика

### Клубні виступи
| 2009–10      | «Лександ»           | J20          | —   | —   | —   | —   | —   | 5  | 0  | 0  | 0  | 0  |
| 2010–11      | «Лександ»           | J20          | 36  | 21  | 19  | 40  | 22  | —  | —  | —  | —  | —  |
| 2010–11      | «Лександ»           | Аллсв        | 10  | 1   | 0   | 1   | 0   | 6  | 0  | 1  | 1  | 0  |
| 2011–12      | «Лександ»           | J20          | 6   | 0   | 1   | 1   | 2   | —  | —  | —  | —  | —  |
| 2011–12      | «Лександ»           | Аллсв        | 43  | 8   | 9   | 17  | 33  | 10 | 2  | 1  | 3  | 0  |
| 2012–13      | «Лександ»           | Аллсв        | 38  | 15  | 18  | 33  | 16  | 9  | 5  | 4  | 9  | 6  |
| 2012–13      | «Нашвілл Предаторс» | НХЛ          | 5   | 0   | 1   | 1   | 0   | —  | —  | —  | —  | —  |
| 2013–14      | «Нашвілл Предаторс» | НХЛ          | 13  | 1   | 4   | 5   | 4   | —  | —  | —  | —  | —  |
| 2013–14      | «Мілвокі Едміралс»  | АХЛ          | 47  | 15  | 19  | 34  | 14  | 3  | 1  | 1  | 2  | 0  |
| 2014–15      | «Нашвілл Предаторс» | НХЛ          | 82  | 26  | 37  | 63  | 24  | 6  | 4  | 2  | 6  | 4  |
| 2015–16      | «Нашвілл Предаторс» | НХЛ          | 82  | 33  | 31  | 64  | 47  | 14 | 2  | 2  | 4  | 2  |
| 2016–17      | «Нашвілл Предаторс» | НХЛ          | 82  | 31  | 27  | 58  | 32  | 22 | 9  | 7  | 16 | 14 |
| 2017–18      | «Нашвілл Предаторс» | НХЛ          | 67  | 26  | 38  | 64  | 38  | 13 | 7  | 9  | 16 | 2  |
| 2018–19      | «Нашвілл Предаторс» | НХЛ          | 64  | 28  | 22  | 50  | 26  | 6  | 1  | 1  | 2  | 6  |
| 2019–20      | «Нашвілл Предаторс» | НХЛ          | 63  | 21  | 27  | 48  | 29  | 4  | 3  | 2  | 5  | 2  |
| 2020–21      | «Нашвілл Предаторс» | НХЛ          | 39  | 12  | 20  | 32  | 16  | 6  | 2  | 1  | 3  | 4  |
| 2021–22      | «Нашвілл Предаторс» | НХЛ          | 69  | 42  | 42  | 84  | 22  | 4  | 1  | 0  | 1  | 6  |
| 2022–23      | «Нашвілл Предаторс» | НХЛ          | 50  | 19  | 23  | 42  | 20  | —  | —  | —  | —  | —  |
| 2023–24      | «Нашвілл Предаторс» | НХЛ          | 82  | 48  | 46  | 94  | 43  | 6  | 2  | 4  | 6  | 2  |
| Усього в НХЛ | Усього в НХЛ        | Усього в НХЛ | 698 | 287 | 318 | 605 | 301 | 81 | 31 | 28 | 59 | 42 |

### Збірна
| Рік                | Команда            | Турнір             | Місце              | І  | Г  | П  | О  | ШХ |
| ------------------ | ------------------ | ------------------ | ------------------ | -- | -- | -- | -- | -- |
| 2011               | Швеція             | ЮЧС18              | 2                  | 6  | 4  | 2  | 6  | 2  |
| 2012               | Швеція             | МЧС                | 1                  | 6  | 0  | 1  | 1  | 2  |
| 2012               | Швеція             | ЮЧС18              | 2                  | 6  | 5  | 2  | 7  | 6  |
| 2013               | Швеція             | МЧС                | 2                  | 6  | 3  | 2  | 5  | 0  |
| 2014               | Швеція             | МЧС                | 2                  | 7  | 4  | 8  | 12 | 2  |
| 2015               | Швеція             | ЧС                 | 5-е                | 8  | 8  | 1  | 9  | 10 |
| 2018               | Швеція             | ЧС                 | 1                  | 4  | 2  | 1  | 3  | 0  |
| Молодіжна збірна   | Молодіжна збірна   | Молодіжна збірна   | Молодіжна збірна   | 31 | 16 | 15 | 31 | 12 |
| Національна збірна | Національна збірна | Національна збірна | Національна збірна | 12 | 10 | 2  | 12 | 10 |